# Колпаково (Топчихинський район)
Колпако́во (рос. Колпаково) — село у складі Топчихинського району Алтайського краю, Росія. Входить до складу Побєдимської сільської ради.

## Населення
Населення — 199 осіб (2010; 242 у 2002).
Національний склад (станом на 2002 рік):
- росіяни — 94 %